# 移拨
移拨（?—?），突骑施可汗，天宝八载（749年）七月，唐玄宗册封他为十姓可汗，十载（751年），安西节度使高仙芝将勾结大食和吐蕃突骑施可汗擒获，献于朝廷。据考证，应该是移拨之前的一位佚名可汗或者就是伊里底蜜施骨咄禄毗伽。
| 前任： 伊里底蜜施骨咄禄毗伽 | 突骑施可汗 749年—751年 | 繼任： 登里伊罗蜜施 |